# Amorphophallus costatus
Amorphophallus costatus är en kallaväxtart som beskrevs av Wilbert Leonard Anna Hetterscheid. Amorphophallus costatus ingår i släktet Amorphophallus och familjen kallaväxter. Inga underarter finns listade.